# Red de mezcla Nym
La red de mezcla Nym es un software libre y de código abierto para conseguir privacidad en las comunicaciones en línea. Es una implementación de la red de mezcla ideada por David Chaum en 1981.
La red de mezcla Nym dirige el tráfico de internet a través de una red multicapa mundial que consta de cientos de nodos, donde se desacoplan las direcciones IPs de origen y destino.
Al igual que la red Tor o una VPN, permite camuflar la dirección IP y evitar la localización del usuario. Se diferencia de ellas en que la red de mezcla Nym también oculta otros metadatos, que, según expertos en ciberseguridad, pueden servir a día de hoy para ejercer vigilancia masiva e identificación de personas.
La red de mezcla Nym oculta los metadatos fundamentalmente mediante la introducción de paquetes falsos, la alteración del intervalo de tiempo entre los paquetes y la modificación de su tamaño (el mismo para todos los paquetes). Estas tres acciones dificultan el análisis de patrones de datos y el despliegue de mecanismos de vigilancia informática con el objetivo de espiar, controlar o extraer datos para su explotación comercial ya sea por parte de instituciones gubernamentales o privadas.
A la red de mezcla de Nym también se la conoce como Noise-Generating Mixnet (NGM) de Nym ya que, como se menciona anteriormente, protege no solo las direcciones IP, sino también los patrones de tráfico en la red. Puede integrarse en cualquier blockchain, monedero o aplicación para proporcionar un verdadero anonimato a los usuarios.

## Historia
La investigación que posteriormente condujo al diseño de la red de mezcla Nym se llevó a cabo en el marco de varios proyectos de investigación de la Comisión Europea, tales como Panoramix y NextLeap.
Harry Halpin,Claudia Díaz de la Universidad KU Leuveny Aggelos Kiayias escribieron el libro blanco de Nym.Estas dos últimas personas también redactaron el documento "Reward Sharing for Mixnets",en el que se describe la economía de tokens la que se basa la red mixta de Nym. 
También colaboraron en el diseño Anna Piotrowska  University College London (UCL)y algunos fundadores de la startup Chainspace, que fue adquirida por Meta (Facebook) para diseñar Libra.
Chelsea Manning, exanalista de inteligencia en el ejército de los Estados Unidos, que pasó 7 años en la cárcel por filtrar 750 000 documentos a través de  Wikileaks, realizó una auditoria de la red de mezcla Nym. En enero del 2022 se unió al equipo como experta en seguridad.

## Razón de ser de la NGM: Detener la vigilancia
Con la tecnología de IA que despliegan ahora los sistemas de vigilancia en todo el mundo, ninguna otra red existente puede garantizar la privacidad y el anonimato de nuestros datos. Todas las VPN centralizadas son estructuralmente inadecuadas, e incluso las redes descentralizadas como Tor son vulnerables. Al añadir ruido a la red descentralizada, la NGM de Nym puede proteger a los usuarios no sólo contra los sistemas de vigilancia actuales, sino también contra las amenazas del futuro impulsadas por IA.

## Ruido de red añadido
La Noise-Generating Mixnet (NGM) de Nym garantiza la privacidad y el anonimato agregando ruido a la red, esto lo realiza de la siguiente manera:
- Tráfico de covertura: Se introducen paquetes de datos vacíos en la red para aumentar el anonimato de todos los usuarios. Estos paquetes ficticios tienen el mismo aspecto que los reales.
- Mezcla de tráfico: Los paquetes de datos anonimizados de distintos usuarios son mezclados por nodos de mezcla para ocultar los patrones de comunicación en la red.
- Ofuscación temporal: La mezcla de datos impide que la vigilancia rastree tus paquetes basándose en el momento en que llegan y salen de un servidor.

## Características de la NGM
- Nym protege el tráfico de red en tránsito

Los paquetes se cifran en varias capas y se retransmiten a través de una red multicapa llamada mixnet. En cada capa de la red mixta, los nodos mixtos mezclan tu tráfico de Internet con el de otros usuarios, haciendo que las comunicaciones sean privadas y protegiendo no sólo su contenido, sino también tus metadatos (tu dirección IP, con quién hablas, cuándo, dónde, desde qué dispositivo, etc.).
- Nym está incentivado y descentralizado

Los usuarios pagan una cuota en tokens de $NYM por enviar sus datos a través de la mixnet. Al apostar un bono inicial de $NYM, cualquiera puede gestionar un nodo de mezcla. Los operadores de nodos son recompensados en tokens NYM en función de su reputación, cantidad de tokens NYM apostados, y de su calidad de servicio (tiempo de actividad y paquetes perdidos), proporcionando privacidad a los usuarios finales. Esto se denomina "prueba de mezcla", similar a la forma en que Bitcoin recompensa a los mineros por minar nuevos bloques. El mecanismo de recompensa permite a la mixnet escalar y seguir siendo descentralizada y económicamente sostenible.
- Nym puede funcionar con cualquier cadena o aplicación

Desde Bitcoin a ZCash, ninguna blockchain de "capa 1" actual proporciona "privacidad de capa 0" para las transmisiones peer-to-peer utilizadas en las criptotransacciones. Nym puede proporcionar privacidad a nivel de red para cualquier blockchain y otras aplicaciones genéricas. Desde Bitcoin a la mensajería instantánea, los desarrolladores pueden construir sus aplicaciones sobre Nym, ofreciendo una potente capa de red y protecciones de metadatos para las personas y organizaciones que utilizan sus servicios.

## Uso
El acceso y utilización de la red de mezcla Nym esta en fase de pruebas.
La comunidad de usuarios de Nym ha desarrollado dos aplicaciones para explorar la red de mezcla Nym:
- Pastenym que es una alternativa anónima a Pastebin, donde los usuarios pueden alojar texto e imágenes y compartirlos con otros.
- El explorador de la red mixta de Nodes Guru: Es un directorio de componentes de la red Nym, sus parámetros de funcionamiento, estado y ubicación. También incluye un explorador del blockchain Nyx. (enlace).
Se puede explorar la información de los nodos que conforman la red descentralizada de Nym en el explorador harbourmaster